# Синджитак
Синджитак (Санджитак; тадж. Синҷитак) — сельский населённый пункт (тадж. деҳа) в Нурабадском районе Республики Таджикистан. Административно относится к сельской общине Мехробод (бывший Комсомолабад, Пумбачи).
Расположен в Раштской долине, в долине реки Вахш. Расстояние от села до центра района (пгт Дарбанд) — 23 км, до центра общины (село Мехробод) — 8 км.
Население — 238 человек (2017 г.), таджики.